# Avtagande avkastning
Inom nationalekonomin är avtagande avkastning minskningen av marginella insatsvaror i en produktionsprocess när mängden enskilda produktionsfaktorer ökas medan alla andra insatser hålls fasta (ceteris paribus). Lagen om avtagande avkastning säger att i ett produktionssystem med fasta och variabla ingångsdata (som fabriksstorlek och arbete) kommer en punkt så småningom att nås där insatsavkastningen för varje ytterligare insatsvara att avta, eller försvinna. Avtagande avkastning orsakar inte en minskning av produktionskapacitet, utan definierar den punkt på en produktionskurva där produktion av ytterligare en enhet av en insatsvara kommer att resultera i en förlust och kallas negativ avkastning. Under avtagande avkastning förblir produktionen positiv, men produktiviteten och effektiviteten avtar.
Ett exempel skulle vara en fabrik som ökar sin säljbara produkt, men också ökar sin CO 2 -produktion, för samma insatsökning. Lagen om avtagande avkastning är en grundläggande princip för både mikro- och makroekonomi och den spelar en central roll i produktionsteorin. I det klassiska exemplet kommer en bonde som äger en viss areal mark att finna att ett visst antal arbetare kommer att ge den maximala produktionen per arbetare. Om han skulle anställa fler arbetare skulle kombinationen av mark och arbetskraft bli mindre effektiv eftersom den proportionella ökningen av den totala produktionen skulle vara mindre än expansionen av arbetskraften. Produktionen per arbetare skulle därför avta. Denna regel gäller i alla produktionsprocesser om inte produktionstekniken också ändras.
Konceptet med avtagande avkastning kan förklaras genom att överväga andra teorier såsom begreppet exponentiell tillväxt. Det är allmänt känt att tillväxten inte kommer att fortsätta att stiga exponentiellt, snarare är den föremål för olika former av begränsningar som begränsad tillgång på resurser och diskontering som kan orsaka ekonomisk stagnation. Detta exempel på produktion håller fast vid denna gemensamma uppfattning eftersom produktionen är föremål för de fyra produktionsfaktorerna: mark, arbete, kapital och företag. Dessa faktorer har förmågan att påverka ekonomisk tillväxt och kan så småningom begränsa eller hämma kontinuerlig exponentiell tillväxt. Som ett resultat av dessa begränsningar kommer produktionsprocessen så småningom att nå en punkt med maximal avkastning på produktionskurvan och det är här marginalproduktionen kommer att stagnera och gå mot noll. Det bör dock också beaktas att innovation i form av tekniska framsteg eller ledningsframsteg kan minimera eller eliminera avtagande avkastning för att återställa produktivitet och effektivitet och generera vinst.
Denna idé kan förstås utanför nationalekonomin, till exempel berörande befolkning. Befolkningsstorleken på jorden växer snabbt, men detta kommer inte att fortsätta för evigt (exponentiellt). Resurser kommer att få befolkningstillväxten att stagnera någon gång och börja avta. På samma sätt kommer det att börja sjunka mot noll, men inte bli ett negativt värde eftersom jorden kan inte få ett negativt antal människor (under noll). Samma idé som i den avtagande avkastningen som är oundviklig för produktionsprocessen.

## Historia

Graf för avtagande avkastning: Grafen framhäver konceptet med avtagande avkastning genom att plotta kurvan för utdata mot indata. Områdena med ökande, avtagande och negativ avkastning identifieras vid punkter längs kurvan. Det finns också en punkt med maximal avkastning som är den punkt på kurvan där det blir ineffektivt och improduktivt att producera ytterligare en enhet.

Konceptet med avtagande avkastning kan spåras tillbaka hos tidiga ekonomer som Johann Heinrich von Thünen, Anne Robert Jacques Turgot, Adam Smith, James Denham Steuart, Thomas Robert Malthus och David Ricardo. Klassiska ekonomer som Malthus och Ricardo tillskrev det successiva avtagandet av produktionen till den sjunkande kvaliteten på insatsvarorna medan nyklassiska ekonomer antar att varje "enhet" av arbete är identisk. Avtagande avkastning beror på störningar i hela produktionsprocessen då ytterligare arbetsenheter läggs till en fast mängd kapital. Lagen om avtagande avkastning är fortfarande en viktig faktor inom produktionsområden som jordbruk och livsmedelsindustri.
Ursprunget till lagen om avtagande avkastning utvecklades fram främst inom jordbruksindustrin. I början av 1800-talet antog såväl David Ricardo som andra tidigare nämnda engelska ekonomer denna lag som ett resultat av den levda erfarenheten i England efter kriget. Den utvecklades genom att observera förhållandet mellan priserna på vete och majs samt kvaliteten på den mark som gav skördarna. Iakttagelsen var att vid en viss tidpunkt fortsatte kvaliteten på marken att öka, men det gjorde också produktionskostnaderna med mera. Därför gav varje ytterligare arbetsenhet på jordbruksfälten faktiskt en avtagande eller marginellt avtagande avkastning.

## Matematik

### Marginalprodukten (MP)[10]
Marginalprodukten (MP) av en faktor X är ökningen i Q (output) när en ytterligare enhet X används om alla andra insatsfaktorer är oförändrade: {\displaystyle Output=Q\ ,\ Input=I\ ,\ MP_{x}=\Delta Q\div \Delta X}
Arbetets marginalprodukt: {\displaystyle MPL=\Delta Q\div \Delta L}

### Från produktionsfunktion till kostnadskurvor
Produktionsfunktionen visar hur mycket som kan produceras (Y) med en viss mängd produktionsfaktorer ({\displaystyle x_{1},x_{2}...})
Totalkostnaden för detta ges av {\displaystyle TC=FC+p_{1}x_{1}+p_{2}x_{2}+...} FC är den fasta kostnaden, x1 mängden faktor i och p1 dess pris.

### Fasta och rörliga kostnader
Fast kostnad (FC) är kostnaden för den fasta produktionsfaktorn och den beror inte på hur mycket som produceras.
Variabel (rörlig) kostnad (VC) är kostnaden för den rörliga produktionsfaktorn beror på producerad kvantitet.
Totalkostnaden är summan {\displaystyle TC=FC+VC}

### Marginalkostnad
Marginalkostnaden (MC) är kostnaden för att producera ytterligare en enhet. Precis som marginalprodukten är produktionsfunktionens lutning är marginalkostnaden lutningen på totalkostnadskurvan.
{\displaystyle MC=\Delta TC\div \Delta Q}
Marginalkostnadskurvan pekar oftast uppåt men kan vara konstant eller avtagande.

### Genomsnittskostnader
Total genomsnittskostnad: {\displaystyle ATC=TC\div Q=(Totalkostnad)\div (Produceradkvantitet)}
Genomsnittlig fast kostnad: {\displaystyle AFC=FC\div Q=(Fastkostnad)\div (Produceradkvantitet)}
Genomsnittlig rörlig kostnad: {\displaystyle AVC=VC\div Q=(Rorligkostnad)\div (Produceradkvantitet)}
Genomsnittskostnaden säger hur mycket en genomsnittlig enhet kostar att producera. Marginalkostnaden säger istället hur mycket en ytterligare enhet kostar att producera. Dessa två begreppen ska inte blandas ihop.

### Marginalanalys för att hitta vinstmaximum
Marginalintäkten är ökningen i intäkt vid en enhets ökad produktion (försäljning): {\displaystyle MR=\Delta TR\div \Delta Q} Om MR > MC ökar vinsten om man producerar mer, om MR < MC faller vinsten om man producerar mer.

#### Vinst
Vinsten = intäkter - kostnader: {\displaystyle Vinst=TR-TC=P\times Q-ATC\times Q} och är samma sak som {\displaystyle Vinst=(P-ATC)Q}